# マッスルシェル郡 (モンタナ州)
マッスルシェル郡（英: Musselshell County）は、アメリカ合衆国モンタナ州の中央部に位置する郡である。2010年国勢調査での人口は4,538人であり、2000年の4,497人から0.9％増加した。郡庁所在地はラウンダップ市（人口1,788人）であり、同郡で人口最大の自治体でもある。

## 地理
アメリカ合衆国国勢調査局に拠れば、郡域全面積は1,871平方マイル (4,846 km2)であり、このうち陸地は1,867平方マイル (4,836 km2)、水域は4平方マイル (10 km2)で水域率は0.20％である。

### 主要高規格道路
- アメリカ国道12号線
- アメリカ国道87号線

### 隣接する郡
- ファーガス郡 - 北西
- ペトローリアム郡 - 北
- ローズバッド郡 - 東
- イエローストーン郡 - 南
- ゴールデンバレー郡 - 西

### 国立保護地域
- メイソン湖国立野生生物保護区

## 人口動態
以下は2000年の国勢調査による人口統計データである。
| 基礎データ - 人口: 4,497人 - 世帯数: 1,878 世帯 - 家族数: 1,235 家族 - 人口密度: 1人/km2（2人/mi2） - 住居数: 2,317軒 - 住居密度: 0軒/km2（1軒/mi2） 人種別人口構成 - 白人: 96.91% - アフリカン・アメリカン: 0.07% - ネイティブ・アメリカン: 1.27% - アジア人: 0.16% - 太平洋諸島系: 0.04% - その他の人種: 0.38% - 混血: 1.18% - ヒスパニック・ラテン系: 1.60% 先祖による構成 - ドイツ系：26.6％ - イギリス系：14.8％ - ノルウェー系：8.4％ - アイルランド系：8.1％ - アメリカ人：7.4％ 言語による構成 - 英語：96.5％ - ドイツ語：2.6％ 年齢別人口構成 - 18歳未満: 23.4% - 18-24歳: 5.7% - 25-44歳: 24.0% - 45-64歳: 29.4% - 65歳以上: 17.5% - 年齢の中央値: 43歳 - 性比（女性100人あたり男性の人口） - 総人口: 95.4 - 18歳以上: 95.7 | 世帯と家族（対世帯数） - 18歳未満の子供がいる: 27.2% - 結婚・同居している夫婦: 55.6% - 未婚・離婚・死別女性が世帯主: 6.6% - 非家族世帯: 34.2% - 単身世帯: 30.1% - 65歳以上の老人1人暮らし: 13.8% - 平均構成人数 - 世帯: 2.33人 - 家族: 2.91人 収入と家計 - 収入の中央値 - 世帯: 25,527米ドル - 家族: 32,298米ドル - 性別 - 男性: 25,000米ドル - 女性: 17,813米ドル - 人口1人あたり収入: 15,389米ドル - 貧困線以下 - 対人口: 19.9% - 対家族数: 13.02% - 18歳未満: 31.7% - 65歳以上: 10.5% |

## 都市と町

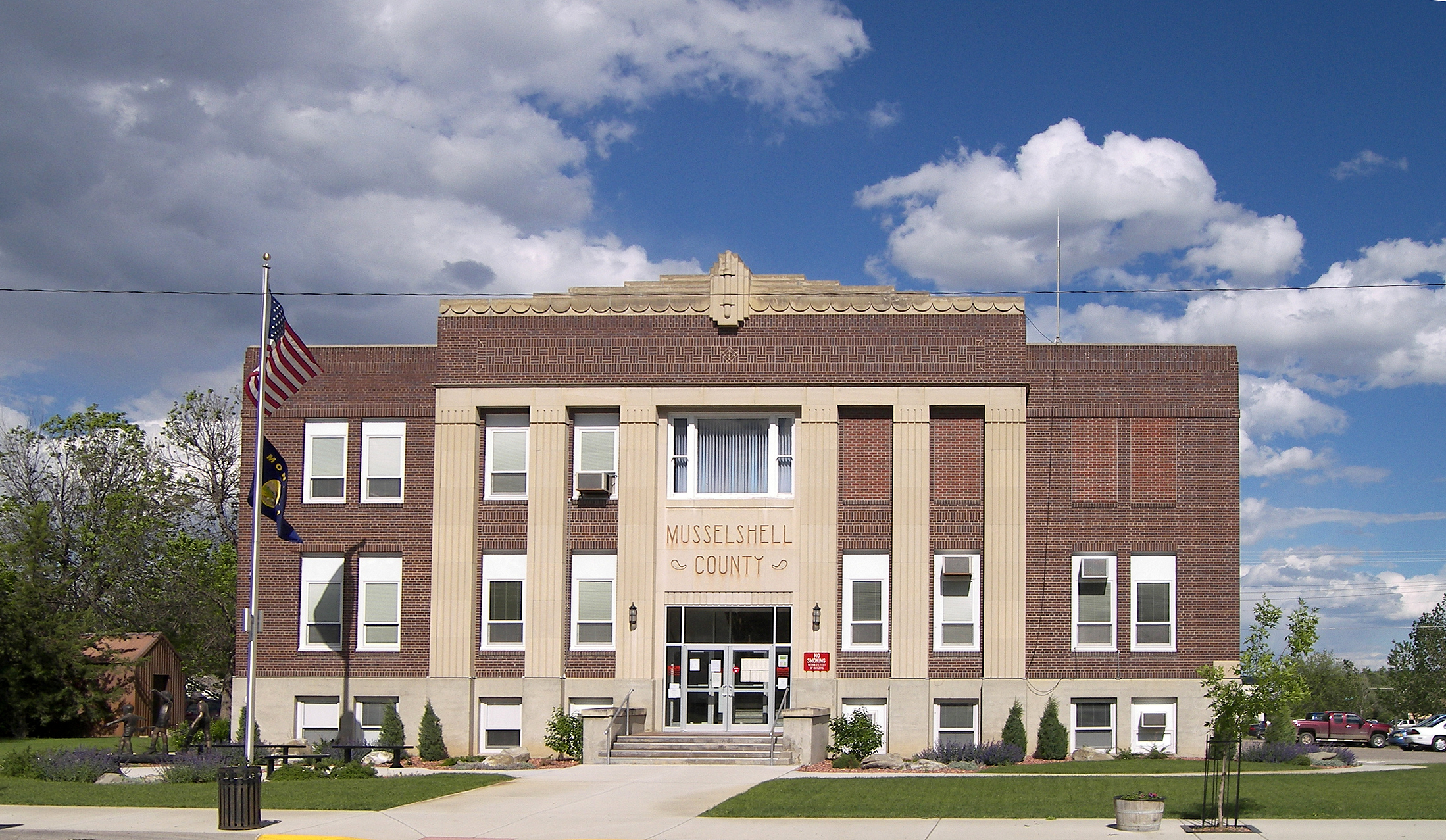
ラウンダップにあるマッスルシェル郡庁舎

### 都市
- ラウンダップ - 郡庁所在地

### 町
- メルストーン

### 国勢調査指定地域
- キャンプスリー
- クライン
- マッスルシェル